# Lewis Brinson
Pour les articles homonymes, voir Brinson.
Lewis Lamont Brinson (né le 8 mai 1994 à Fort Lauderdale, Floride, États-Unis) est un joueur de champ extérieur des Marlins de Miami de la Ligue majeure de baseball.

## Carrière

### Brewers de Milwaukee
Lewis Brinson est le 29e athlète sélectionné lors du repêchage amateur de 2012 et il est l'un des choix de premier tour des Rangers du Texas. Il signe avec les Rangers son premier contrat professionnel et perçoit une prime à la signature s'élevant à 1,625 million de dollars. Brinson entreprend dès 2012 sa carrière professionnelle en ligues mineures avec des clubs affiliés aux Rangers.
À sa 5e saison de ligues mineures dans l'organisation des Rangers, Brinson est transféré aux Brewers de Milwaukee. Le 1er août 2016, Texas transfère trois joueurs de ligues mineures (Brinson, Ryan Cordell et Luis Ortiz) aux Brewers en échange du receveur Jonathan Lucroy et du lanceur droitier Jeremy Jeffress,.
Lewis Brinson fait ses débuts dans le baseball majeur avec Milwaukee le 11 juin 2017. Deux des cinq coups sûrs qu'il frappe en 21 matchs des Brewers sont des coups de circuit.

### Marlins de Miami
Avec trois athlètes évoluant en ligues mineures (le joueur de champ intérieur Isan Díaz, le lanceur droitier Jordan Yamamoto et le voltigeur Monte Harrison), Brison est le 25 janvier 2018 échangé des Brewers aux Marlins de Miami contre le joueur de champ extérieur.